# قطعنامه ۱۵۷۴ شورای امنیت
قطعنامه ۱۵۷۴ شورای امنیت سازمان ملل متحد که در تاریخ ۱۶ نوامبر ۲۰۰۴ تصویب شد، سندی بین‌المللی دربارهٔ بررسی وضعیت تیمور شرقی است. این قطعنامه طی نشست ۵۰۷۹ام با ۱۵ رای موافق، ۰ مخالف و ۰ ممتنع تصویب شد.